# Vlag van de Republiek Natalia

Vlag van Republiek Natalia

De vlag van de Republiek Natalia, een van de drie door de Boeren (Nederlandse kolonisten) gestichte staten, is gebaseerd op de driekleur van Nederland, waarmee de Afrikaners sterk verbonden zijn qua taal, etniciteit etc. Inspiratie voor de vlag kwam door naar de vlag te kijken die in 1794 in Swellendam en in Graaff-Reinet werd gebruikt.